# Мальково (Кировская область)
Мальково — деревня в Советском районе Кировской области в составе Греховского сельского поселения. 

## География
Находится на правом берегу Вятки на расстоянии примерно 16 километров по прямой на восток-юго-восток от районного центра города Советск.

## История
Известна в 1873 году как починок Мальков, где было дворов 21 и жителей 183, в 1905 16 и 114, в 1926 21 и 104 соответственно, в 1950 19 и 60 соответственно, в 1989 уже не было учтено постоянных жителей . Ныне имеет дачный характер.

## Население
Постоянное население составляло 2 человека (русские 100%) в 2002 году, 0 в 2010.